# Perception (película de 2005)
Perception es una película estadounidense de comedia y drama de 2005, dirigida por Irving Schwartz, que a su vez la escribió, musicalizada por Joel Someillan, a cargo de la fotografía estuvo John Darbonne y el elenco está compuesto por Piper Perabo, Heather Burns y Mark Dobies, entre otros. El filme fue realizado por Liquid Films y Perception Productions.

## Sinopsis
Este largometraje trata sobre una joven que vive en Los Ángeles y se va a Brooklyn, allí va a cuidar a sus padres que tienen problemas de salud.